# Silvio Scaroni
Silvio Scaroni  (né le 12 mai 1893 à Brescia et mort le 16 février 1977 à Milan) est un aviateur militaire italien.

## Biographie
Avec 26 victoires, il est l'un des meilleurs as de l'aviation italiens durant la Première Guerre mondiale.

## Distinctions
- Médaille d'or de la valeur militaire